# Alexi Peuget
Alexi Peuget (Mulhouse, 18 dicembre 1990) è un calciatore francese, centrocampista del Rumilly Val.

## Caratteristiche tecniche
È un centrocampista difensivo.